# Дитте — дитя человеческое
«Дитте — дитя человеческое» (дат. Ditte Menneskebarn) — датский фильм 1946 года режиссёра Бьярне Хеннинга-Енсена по одноимённому роману Мартина Андерсена-Нексё. Социально-реалистическая драма — трагическая история обнищавшей молодой девушки в жестоких социальных условиях.
Фильм номинировался на Гран-при Веницианского кинофестиваля (1947) и на «Хрустальный глобус» Кинофестиваля в Карловых варах (1948).
Один из десяти фильмов, включённых в Датский культурный канон.

## Сюжет
Дитте, внебрачный ребёнок, брошена в детстве своей матерью-алкоголичкой Сериной и живёт у своих бабушки и дедушки — Марен и Серена Манду, бедного рыбака. Но дедушка вскоре умирает, и Дитте остаётся только с бабушкой.
Самая глубокая печаль маленькой девочки заключается в том, что у неё нет отца, поэтому она радуется, когда слышит, что её мать выходит замуж за некоего Ларса Питера, и они заберут её к себе и все будут жить вместе. Однако у него самого трое маленьких детей. Бедность настолько угнетает, что из-за денег мать Дитте вскоре убивает Марен и попадает в тюрьму.
Дитте, несмотря на юный возраст, взваливает всю тяжесть роли домохозяйки на свои хрупкие плечи, становится «маленькой матерью» для сводных братьев и сестры. Ларс Питер очень ценит Дитте, между ними складываются тёплые отношения. Вскоре Ларс, обманутый своим братом, уезжает на заработки и пропадает, и Дитте приходится искать себе работу. Она устраивается служанкой на сельскую ферму, где сын хозяйки Карл влюбляется в Дитте, у них развивается счастливый роман, но когда Дитте беременеет, Карл никак не реагирует, а его мать заставляет Дитте покинуть ферму.
Дитте разыскивает Ларса Питера, единственного, кто когда-либо проявлял к ней доброту и понимание, и узнаёт, что её мать была условно освобождена из тюрьмы. Дитте начинает новую жизнь, прощая мать и заботясь о ней, и в то же время становится матерью собственного — незаконнорожденного, как и она сама, — ребёнка.

## В ролях
- Туве Маэс — Дитте
- Карен Поульсен[дат.] — бабушка
- Расмус Оттесен — дедушка
- Карен Люккехус[дат.] — Серин, мать Дитте
- Эдвин Тимрот[дат.] — Ларс Питер
- Эббе Роде — Йоханнес, брат Ларса Питера
- Кай Хольм[дат.] — трактирщик
- Пребен Нергор[дат.] — Карл
- Мария Гарланд[дат.] — Карен, хозяйка фермы, мать Карла
- Хенни Линдорф Букхёй[дат.] — Синэ, горничная
- Эббе Лангберг[дат.] — Кристиан, младший брат Дитте
- Ларс Хеннинг Йенсен — Поул, младший брат Дитте
- Ханна Юль — Элль, младшая сестра Дитте
- Карл Йёргенсен[дат.] — Фискер-Андерс
- Пер Букхёй[дат.] — клерк
- Вальсё Хольм[дат.] — Йохансен, поденщик
- Хельга Фриер[дат.] — подружка Йохансена
- Йетт Келет — Дитте в детстве
- Анна Энрикес-Нильсен[дат.] — соседка бабушки и дедушки Дитте

## Критика
Датский историк кино Иб Монти писал, что фильм «имел огромный успех в Дании, а также получил определённое международное признание». Сурово изображая социальные условия жизни юной деревенской девушки, картина была первым примером серьёзного реалистического датского фильма и вместе с тем следовала растущей тенденции в европейском кинематографе послевоенного периода.